# Aglais nigricostata
Aglais nigricostata är en fjärilsart som beskrevs av Raymopr 1909. Aglais nigricostata ingår i släktet Aglais och familjen praktfjärilar. Inga underarter finns listade i Catalogue of Life.